# Premios Iris (España)
Los Premios Iris de Españason anuales de la Academia de Televisión y de las Ciencias y Artes del Audiovisual de España. Incluye todos los canales de televisión que emiten en España en abierto a nivel nacional o autonómica en TDT, los canales de TV incluidos en el paquete familiar de Movistar Plus+ y el resto de plataformas. 

## Historia
Anteriormente, estos galardones también eran conocidos como Premios Victoria, ya que la estatuilla que se entregaba a los ganadores era una pequeña escultura realizada por Pello Irazu que representaba, alegóricamente, la Victoria alada de Samotracia. 
La ceremonia de entrega de los Premios correspondientes al año 1998, que tuvo lugar el 22 de febrero de 1999, fue retransmitida por Televisión Española. Repetiría en los años 2001, 2002, 2003 y 2004. 
Antena 3 ha retransmitido las ceremonias de los Premios del año 1999, Telecinco la del año 2000, La Sexta en el año 2007 y Veo Televisión en el año 2010.
A partir de la ceremonia correspondiente a lo mejor del año 2011, los Premios de la Academia de la TV pasaron a llamarse Premios Iris, estrenándose en TVE. 
Las galas de los años 2011 y 2015, fueron retransmitidas, en La 2, mientras que las galas de los años 2012, 2013 y 2014 se emitieron en La 1, en diferido.
Después de cinco años, en TVE, en el año 2016, la gala pasó a retransmitirse en Trece, el miércoles, 23 de noviembre de 2016, y fue presentada por Nieves Herrero.
La edición de los años 2017 y 2018 la emitieron en directo para toda España a través de 0 por M+, la presentadora fue Raquel Sánchez Silva desde los Cines Kinépolis en Pozuelo de Alarcón en Ciudad de la Imagen, Comunidad de Madrid; la decimonovena edición de estos galardones, que se emitieron además en directo desde Twitter. Cada año lo presenta un presentador / una presentadora diferente.
La ceremonia de entrega de la XXII edición fue el 18 de noviembre de 2019, en los Nuevo Teatro Alcalá de Madrid, con presentación de Inés Ballester y Jota Abril.Fue retransmitida por La Otra (TeleMadrid) y 0 por M+. Además, en directo por Internet (en directo a través de Twitter).
La edición del año 2022 la emitió en directo para toda España a través de 0 por M+. Además, la emiten en directo por Internet (en directo a través de Twitter).
Desde 2023, la gala se emitió por el canal YouTube de la Academia de Televisión, desde el Gran Teatro Caixabank Príncipe Pío, Madrid.La edición del 16 de enero de 2024 correspondiente al año 2023 la presentó Luis Larrodera.
En septiembre de 2024, se anuncian las nuevas categorías categorías:  Mejor Programa de Actualidad o Magazine, Mejor Presentador/a de Actualidad o Magazine, Mejor Reportero/a y Mejor Contenido Original de Plataforma.

## Ediciones y galas
| Edición             | Fecha de la gala        | Lugar                                                                 | Presentadores                                                                  | Mejor presentador de entretenimiento                                               | Mejor programa de entretenimiento                                  |
| ------------------- | ----------------------- | --------------------------------------------------------------------- | ------------------------------------------------------------------------------ | ---------------------------------------------------------------------------------- | ------------------------------------------------------------------ |
| 1.ª edición (1998)  | 27 de febrero de 1999   | Palacio de Congresos de Madrid                                        | Antonio Mercero                                                                | El Gran Wyoming (por Caiga quien caiga)                                            | Caiga quien caiga (Telecinco)                                      |
| 2.ª edición (1999)  | 19 de marzo de 2000     | Palacio de Congresos de Madrid                                        | Concha Velasco                                                                 | Javier Sardà (por Crónicas marcianas)                                              | Caiga quien caiga (Telecinco)                                      |
| 3.ª edición (2000)  | 19 de abril de 2001     | Palacio de Congresos de Madrid                                        | José Coronado, Boris Izaguirre (I) y Nuria Roca                                | El Gran Wyoming (por Caiga quien caiga)                                            | Caiga quien caiga (Telecinco)                                      |
| 4.ª edición (2001)  | 26 de abril de 2002     | Palacio de Congresos de Madrid                                        | Ramón García, Ana Obregón y Anabel Alonso                                      | El Gran Wyoming (por Caiga quien caiga)                                            | La noche... con Fuentes y Cía (Telecinco) Operación Triunfo (La 1) |
| 5.ª edición (2002)  | 6 de junio de 2003      | Palacio de Congresos de Madrid                                        | José María Íñigo (I) y Florentino Fernández                                    | El Gran Wyoming (por Caiga quien caiga) Julia Otero (por La Columna)               | Caiga quien caiga (Telecinco)                                      |
| 6.ª edición (2003)  | 30 de abril de 2004     | Edificio Fórum de Barcelona                                           | Rosario Pardo                                                                  | Juan Ramón Lucas (por Todo Madrid) Lorena Berdún (por Me lo dices o me lo cuentas) | Las noticias del guiñol (Canal+)                                   |
| 7.ª edición (2004)  | 29 de abril de 2005     | Palacio de Congresos de Madrid                                        | Tito Valverde, Carmen Sevilla, Andreu Buenafuente (I) y Constantino Romero     | Andreu Buenafuente (por Una altra cosa) Lorena Berdún (por Dos rombos)             | Homo Zapping (Antena 3)                                            |
| 8.ª edición (2005)  | 28 de abril de 2006     | Escuela de Cinematografía y del Audiovisual de la Comunidad de Madrid | Lorena Berdún, El Gran Wyoming, Marta Fernández Vázquez y Juan Ramón Lucas (I) | Andreu Buenafuente (por Buenafuente) Eva Hache (po Noche Hache)                    | Camera Café (Telecinco)                                            |
| 9.ª edición (2006)  | 21 de noviembre de 2007 | Casino de Aranjuez de Madrid                                          | Andreu Buenafuente (II)                                                        | Patricia Conde y Ángel Martín (por Sé lo que hicisteis la última semana)           | Sé lo que hicisteis la última semana (La Sexta)                    |
| 10.ª edición (2007) | 2 de julio de 2008      | Casino de Aranjuez de Madrid                                          | Carlos Sobera                                                                  | Andreu Buenafuente (por Buenafuente)                                               | Sé lo que hicisteis... (La Sexta)                                  |
| 11.ª edición (2008) | 29 de junio de 2009     | Casino de Aranjuez de Madrid                                          | Julia Otero y Juan Ramón Lucas (II)                                            | El Gran Wyoming (por El intermedio)                                                | El hormiguero (Antena 3)                                           |
| 12.ª edición (2009) | 9 de junio de 2010      | Sala verde de los Teatros del Canal en Madrid                         | María Teresa Campos                                                            | Andreu Buenafuente (por Buenafuente)                                               | La hora de José Mota (La 1)                                        |
| 13.ª edición (2010) | 30 de junio de 2011     | Auditorio Nacional de Música de Madrid                                | Silvia Jato y Francine Gálvez                                                  | Andreu Buenafuente (por Buenafuente)                                               | Buenafuente (La Sexta)                                             |
| 14.ª edición (201)  | 4 de julio de 2012      | Gran Teatro Auditorio del Parque de Atracciones de Madrid             | Paula Vázquez y José María Íñigo (II)                                          | El Gran Wyoming (por El intermedio)                                                | El intermedio (La Sexta)                                           |
| 15.ª edición (2012) | 25 de abril de 2013     | Casino de Aranjuez de Madrid                                          | Mariló Montero                                                                 | El Gran Wyoming (por El intermedio)                                                | El intermedio (La Sexta)                                           |
| 16.ª edición (2013) | 10 de junio de 2014     | Casino de Aranjuez de Madrid                                          | Adriana Abenia y Jaime Cantizano                                               | El Gran Wyoming (por El intermedio)                                                | El intermedio (La Sexta)                                           |
| 17.ª edición (2014) | 21 de abril de 2015     | Casino de Aranjuez de Madrid                                          | María Casado                                                                   | El Gran Wyoming (por El intermedio)                                                | El intermedio (La Sexta)                                           |
| 18.ª edición (2015) | 23 de noviembre de 2016 | Casino de Aranjuez de Madrid                                          | Nieves Herrero y Ramón Arangüena                                               | Andreu Buenafuente (por Late motiv)                                                | El hormiguero (Antena 3)                                           |
| 19.ª edición (2017) | 24 de octubre de 2017   | Kinépolis Ciudad de la Imagen de Madrid                               | Raquel Sánchez Silva                                                           | Christian Gálvez (por Pasapalabra)                                                 | Tu cara me suena (Antena 3)                                        |
| 20.ª edición (2018) | 23 de octubre de 2018   | Kinépolis Ciudad de la Imagen de Madrid                               | Boris Izaguirre (II)                                                           | Roberto Leal (por Operación Triunfo)                                               | Operación Triunfo (La 1)                                           |
| 21.ª edición (2019) | 18 de noviembre de 2019 | Nuevo Teatro Alcalá de Madrid                                         | Inés Ballester y Jota Abril (I)                                                | David Broncano (por La resistencia)                                                | Cachitos de hierro y cromo (La 2)                                  |
| 22.ª edición (2020) | 21 de noviembre de 2021 | Circo Price de Madrid                                                 | Jota Abril (II)                                                                | Michael Robinson (por Informe Robinson)                                            | Viaje al centro de la tele (La 1)                                  |
| 23.ª edición (2021) | 21 de noviembre de 2021 | Circo Price de Madrid                                                 | Jota Abril (II)                                                                | Roberto Leal (por Pasapalabra)                                                     | La resistencia (#0)                                                |
| 24.ª edición (2022) | 21 de noviembre de 2022 | Kinépolis Ciudad de la Imagen de Madrid                               | Luis Larrodera (I)                                                             | María Casado Paredes (por Las tres puertas)                                        | Benidorm Fest (La 1 y Playz)                                       |
| 25.ª edición (2023) | 16 de enero de 2024     | Gran Teatro CaixaBank Príncipe Pío de Madrid                          | Luis Larrodera (II)                                                            | Roberto Leal (por El desafío)                                                      | La resistencia (Movistar Plus+)                                    |
| 26.ª edición (2024) | 14 de enero de 2025     | Gran Teatro CaixaBank Príncipe Pío de Madrid                          | —                                                                              | David Broncano (por La revuelta)                                                   | La revuelta (La 1)                                                 |

## Categorías

### Oficiales

#### Televisión nacional
Canales a competición: La 1, La 2, Clan, Teledeporte, Canal 24 horas, Antena 3, La Sexta, Neox, Nova, Mega, Atreseries, Telecinco, Cuatro, FDF, Divinity, Energy, Boing, Be Mad, Disney Channel, Paramount Network, DMAX, Gol Play, Trece, DKISS, Ten y Real Madrid TV.
- Mejor programa informativo.
- Mejor programa de actualidad.
- Mejor programa de entretenimiento.
- Mejor ficción (serie de televisión).
- Mejor película para televisión (telefilme).
- Mejor programa documental.
- Mejor presentador / presentadora de informativos.
- Mejor presentador / presentadora de programas.
- Mejor reportero / reportera
- Mejor actor .
- Mejor actriz .
- Mejor interpretación masculina de reparto.
- Mejor interpretación femenina de reparto.
- Mejor guion.
- Mejor dirección.
- Mejor realización.
- Mejor producción.
- Mejor dirección de fotografía e iluminación.
- Mejor dirección de arte y escenografía.
- Mejor maquillaje, peluquería y caracterización.
- Mejor música para televisión.
- Mejor autopromoción y/o imagen corporativa.
- Mejor canal temático.

### Autonómicas
Canales a competición: 8madrid, Hit TV, El Toro TV, Libertad Digital TV, Déjate TV, Canal Sur Televisión, Canal Sur 2 Accesible, Andalucía TV, Aragón TV, TPA7, TPA8, IB3, Fibwi4 TV, Televisión Canaria, Atlántico TV, Popular TV, Cantabria 7 Televisión, CMM TV, La 7 (Castilla y León), La 8, TV3, SX3/El 33, Esport3, 3/24, 8tv, Barça TV, Verdi Classics, Radio Televisión Ceuta, À Punt, Popular TV, Canal Extremadura, Televisión de Galicia, TVG2, Telemadrid, La Otra (TeleMadrid), Televisión Melilla, La 7 (Región de Murcia), Onda Regional de Murcia, Televisión Murciana, Navarra Televisión, Navarra Televisión 2, ETB 1, ETB 2, ETB 3, ETB 4, Rioja Televisión.
- Mejor informativo autonómico.
- Mejor presentador/a de programas autonómicos.
- Mejor presentador/a de informativos autonómicos.
- Mejor ficción autonómica.
- Mejor programa de entretenimiento autonómico.
- Mejor programa de actualidad autonómico.

### Plataformas devideo bajo demanda
Producciones españolas de:
Plataformas
| - Acorn TV - Apple TV+ - Disney+ - Atresplayer - FamiPlay - Filmin - Acontra+ - Mitele - Fanatiz - GolTV Play - Planet Horror - FlixOlé - Discovery+ - HBO Max | - Movistar+ - DAZN - Fanatiz - Tivify - Netflix - Universal+ - Star - Orange TV - FIFA+ - LaLiga+ - Prime Video - Europa+ - Globoplay - Rakuten TV - Footters - Lionsgate+ - Vodafone TV |

- Categorías:
  - Mejor programa de entretenimiento.
  - Mejor ficción (serie de televisión).
  - Mejor película para plataforma.
  - Mejor programa documental.
  - Mejor presentador/a.
  - Mejor actor.
  - Mejor actriz
  - Mejor interpretación masculina de reparto.
  - Mejor interpretación femenina de reparto.
  - Mejor guion.
  - Mejor dirección.
  - Mejor realización.
  - Mejor producción.
  - Mejor dirección de fotografía e iluminación.
  - Mejor dirección de arte y escenografía.
  - Mejor maquillaje, peluquería y caracterización.
  - Mejor música para plataforma.
  - Mejor autopromoción y/o imagen corporativa.

### Premios especiales y menciones especiales
A lo largo de la gala, también se otorgan Premios y menciones especiales.
- Oficiales
  - Premio Iris Toda una vida - Premio Jesús Hermida a la Trayectoria.
- No oficiales (pueden variar según edición)
  - Premio Iris especial.
  - Premio especial al programa más Longevo de la Televisión en España.
  - Premio especial a una cadena por sus realities show.
  - Premio especial por su cobertura de un conflicto armado.

## Palmarés
| Ediciones |
| 1998 · 1999 · 2000 · 2001 · 2002 · 2003 · 2004 · 2005 · 2006 · 2007 · 2008 · 2009 · 2010 · 2011 · 2012 · 2013 · 2014 · 2015 · 2016 · 2017 · 2018 · 2019 · 2020 · 2021 · 2022 · 2023 |

- Premios Décimo Aniversario ATV

## Emisión
Emisión del año 2021: Cinco cadenas autonómicas y dos plataformas de streaming emitieron la gala de los Premios Iris 2021 convocados por la Academia de Televisión. Además, RTVE Play retransmitió la edición especial de entrega de los XXII Premios Iris de la Academia de Televisión. Jota Abril condujo el programa, un formato novedoso que es un homenaje al backstage de la televisión y contó con la participación de los premiados de los años 2020 y 2021. (Telemadrid, Canal Sur, Castilla-La Mancha Media, Televisión Canaria, Canal Extremadura, RTVE Play y Atresplayer. Además, la emiten en directo por Internet a través de Twitter). 
Emisión del año 2022: El académico Luis Larrodera condujo la vigésimo tercera edición de los Premios Iris de la Academia de Televisión y de las Ciencias y las Artes del Audiovisual el próximo lunes 21 de noviembre, Día Mundial de la Televisión.
Desde la edición del año 2023 en adelante se emite por YouTube. 
La edición del 16 de enero de 2024 correspondiente al año 2023 la presentó Luis Larrodera.